# Лайтнер Уитмър
Лайтнер Уитмър (на английски: Lightner Witmer) е американски психолог, свързан с измислянето на термина „клинична психология“.

## Биография
Роден е на 28 юни 1867 година във Филаделфия, САЩ, в католическо семейство. Завършва Пенсилванския университет през 1888 г. След като преподава за малко в основно училище и проявява слаб интерес към кариера в правото, той влиза в психологическа програма на Колумбийския университет в Ню Йорк и се мести в Лайпциг, където прави докторат под ръководството на Вилхелм Вундт.
През 1896 г., Уитмър открива първата в света психологическа клиника за диагностика и корекция на отклонения в умственото развитие на деца в Пенсилванския университет.
Умира на 19 юли 1956 година в Пенсилвания на 89-годишна възраст.